# Howie Williams
Howard Earl Williams, detto Howie (New Ross, 29 ottobre 1927 – Phoenix, 25 dicembre 2004), è stato un cestista statunitense, attivo nella NCAA e nella AAU e campione olimpico nel 1952.

## Carriera
Venne selezionato dai Minneapolis Lakers al terzo giro del Draft NBA 1950 (33ª scelta assoluta).

## Palmarès
- 2 volte campione AAU (1952, 1953)